# 26 de març
El 26 de març és el vuitanta-cinquè dia de l'any del calendari gregorià i el vuitanta-sisè en els anys de traspàs. Queden 280 dies per a finalitzar l'any.

## Esdeveniments
Països Catalans
- 1244: Tractat d'Almizra, en virtut del qual Aragó i Castella signen la pau i acorden que els territoris conquerits de Múrcia correspondran a Castella.
- 1714 - Les tropes borbòniques intenten assaltar la ciutat de Barcelona per la banda de Sants, però el rebuig dels soldats catalans és tan intens que els borbònics han de retirar-se.
- 1875 - A l'Hostal de la Corda té lloc la reunió entre Arsenio Martínez Campos i Francesc Savalls que prepara la fi de la tercera guerra carlina a Catalunya.
- 1932 - Barcelona: S'estrena L'alegria de Cervera, peça teatral en tres actes i en vers, de Josep Maria de Sagarra, al teatre Romea.[1]
- 1968 - Joan Manuel Serrat és substituït per ordre oficial per Massiel en el festival d'Eurovisió.
- 1996 - Organyà: s'aproven la bandera i l'escut municipals.
- 2004 - Barcelona: l'Aliança Lliure Europea es refunda com a partit polític europeu.
- 2004 - Illes Balears: es crea l'Ens Públic de Radiotelevisió de les Illes Balears.

Resta del món
- 1026 - El papa Joan XIX corona Conrad II com a emperador del Sacre Imperi Romanogermànic.
- 1091 - Espanya: els almoràvits entren a Còrdova.
- 1199 - Ricard Cor de Lleó és ferit per una sageta durant un setge a França. Va morir onze dies després i el noble francès que li va disparar va ser executat.
- 1636 - Es funda la Universitat d'Utrecht, als Països Baixos.
- 1707 - Anglaterra i Escòcia: després que l'aprovin els respectius parlaments, hi entra en vigor l'Acta de la Unió: aquests dos països esdevenen un únic estat: el Regne Unit de la Gran Bretanya.
- 1808 - Carles IV d'Espanya abdica en favor del seu fill, Ferran VII.
- 1812 - Veneçuela: Un terratrèmol destrueix Caracas.
- 1860 - S'estrena Giuditta, òpera del compositor Achille Peri, al teatre La Scala de Milà.[2]
- 1871 - França: es proclama la Comuna de París.
- 1901 - Bilbao: Es funda el Banco de Vizcaya (un dels precursors del BBVA).
- 1923 - Itàlia inicia la construcció de la que serà la primera autopista del món, la de Milà a Varese (Autoestrada dei Laghi).
- 1930 - els partits republicans gallecs signen el Pacte de Lestrove.
- 1934 - Gran Bretanya: s'introdueix la prova de conduir.
- 1942 - Segona Guerra Mundial: a la Polònia ocupada pels nazis, el camp de concentració i d'extermini d'Auschwitz rep les primeres 997 presoneres femenines, totes elles jueves eslovaques..
- 1945 - Segona Guerra Mundial: forces dels EUA declaren Iwo Jima segura.[3]
- 1953 - Pittsburgh (Pennsilvània, EUA): Jonas Salk descobreix la vacuna contra la poliomielitis.
- 1971 - Pakistan Est declara la seva independència del Pakistan i comença la Guerra d'Alliberament de Bangladesh.
- 1979 - Israel i Egipte firmen el tractat de pau.
- 1983 - Euskal Herria: es crea el partit polític Auzolan.
- 1985 - Hollywood (Califòrnia, EUA): la pel·lícula Amadeus rep 8 Oscars.
- 1991 - Es firma el Tractat d'Asunción que crea Mercosur.
- 1995 - Entren en vigor els Acords de Schengen per a Alemanya, Bèlgica, Espanya, França, Luxemburg, Països Baixos i Portugal.
- 2000 - Rússia: s'hi celebren eleccions presidencials: Vladímir Putin n'és elegit president.
- 2001 - El muftí -Sheikh Abdul Aziz bin Abdullah- de l'Aràbia Saudita prohibeix Pokémon per dur símbols jueus (l'estrella de David), cristians (la creu) i francmaçons (el triangle). Aquest mateix dia Nintendo del Regne Unit va fer pública la suma de 6.000 milions de lliures esterlines de beneficis dels videojocs Pokémon des de l'any 1996.
- 2008 - Se celebra el primer Dia de la Llibertat dels Documents, una iniciativa de la Free Software Foundation Europe, amb el suport d'alguns grans agents tecnològics: Google, Sun i IBM, per promoure estàndards de documents.

## Naixements
Països Catalans
- 1853 - Benigànim (la Vall d'Albaida): Antoni Gomar i Gomar, pintor paisatgista valencià (m. 1911).
- 1892 - Barcelona: Carles Soldevila i Zubiburu,dramaturg, poeta, periodista i novel·lista català. Germà de l'historiador Ferran Soldevila, va endegar una important tasca com a promotor cultural, amb l'objectiu d'educar en els valors del Noucentisme el públic barceloní de l'època.(m. 1967).[4]
- 1901 - Sabadell, Vallès Occidental): Josep Maria Marcet i Coll, alcalde de Sabadell entre 1940 i 1960.
- 1922 - Cassà de la Selva: Josep Lloveras i Feliu, pintor i escultor català.
- 1927 - Llers, Alt Empordà: Esther Boix i Pons, pintora i pedagoga catalana (m. 2014).[5]
- 1934 - Barcelona: Macià Alavedra i Moner, polític català (m. 2018).
- 1951 - Sabadell: Josep Maria Benaul i Berenguer, historiador català (m. 2020).
- 1957 - Barcelona: Núria Calduch Benages, biblista catalana.[6]
- 1962 - Llucmajor, Mallorca: Maria Gràcia Muñoz, mestra, logopeda, política mallorquina, ha estat diputada al Congrés de Diputats.[7]
- 1970 - Lleida: Araceli Segarra, alpinista i model catalana. L'any 1996 fou la primera dona d'Espanya a assolir el cim de l'Everest.[8]
- 1977 - Alacant: Noelia Hernández Sánchez, economista i política valenciana, diputada a les Corts Valencianes.[9]

Resta del món
- 1516 - Zúric (Suïssa): Conrad Gessner, zoòleg, botànic i bibliògraf, pioner de la zoologia i la bibliografia modernes (m. 1565).[10]
- 1633 - Barrow, Anglaterra: Mary Beale, pintora anglesa, retratista, considerada la primera dona pintora professional (m. 1699).[11]
- 1819 - Meissen: Louise Otto-Peters, escriptora alemanya, una de les fundadores del feminisme alemany (m. 1895).[12]
- 1824 - Bains-les-Bains: Julie-Victoire Daubié, periodista i primera dona francesa a obtenir el batxillerat (m. 1874).[13]
- 1836 - Estrasburg: Mélanie de Bussierre, «comtessa» de Pourtalès, aristòcrata i salonnière francesa (m. 1914).[14]
- 1868 - Guiza (Egipte): Fuad I, nascut Ahmed Fuad'', sultà d'Egipte (1917) i després rei d'Egipte i el Sudan (1922) i sobirà de Núbia, Kordofan i Darfur (m. 1936).[3]
- 1874 - San Francisco, Califòrnia (EUA): Robert Frost, poeta estatunidenc (m. 1963).[15]
- 1875 - Syngman Rhee, president de Corea del Sud (m. 1965).[16]
- 1888 - Sant Petersburg: Elsa Brändström, infermera i filantropa sueca, coneguda com l'«Àngel de Sibèria» (m. 1948).[17]
- 1893 - Gènova, Ligúria (Itàlia): Palmiro Togliatti, dirigent comunista italià (m. 1964)[3]
- 1894 - Txernivtsí: Viorica Ursuleac, cantant d'òpera romanesa (m. 1985).[18]
- 1898 - Madrid: María Bernaldo de Quirós, primera dona amb llicència de pilot a Espanya.[19]
- 1902 - Ayr: Marion Gray, matemàtica escocesa, que ha donat nom a un graf (m. 1979).[20]
- 1904 - Mineral del Hondo Coahuila,(Mèxic): Emilio Fernández Romo,director, actor i productor de cinema mexicà molt conegut pel malnom de L'Indi (m. 1986)[21]
- 1908 - Buenos Aires, Argentina: Ángel Acciaresi, director de cinema.
- 1911: 
  - Columbus, Mississipi: Tennessee Williams, escriptor nord-americà (m. 1983).[15]
  - Leipzig, Alemanya: Bernard Katz, metge i bioquímic, Premi Nobel de Medicina o Fisiologia de l'any 1970 (m. 2003).[22]
- 1913: 
  - Chartres: Jacqueline de Romilly, hel·lenista, escriptora i professora francesa i grega (m. 2010).[23]
  - Budapest, Àustria-Hongria: Paul Erdős, matemàtic jueu hongarès immensament prolífic (m. 1996).[24]
- 1915 - Brooklyn, Nova York: Flip Phillips, saxofonista tenor i clarinetista de jazz estatunidenc (m. 2001).
- 1916: 
  - Upper Montclair (Nova Jersey): Sterling Hayden, actor i escriptor estatunidenc (m. 1986).
  - Monessen (Pennsilvània) (EUA): Christian Boehmer Anfinsen, químic i bioquímic nord-americà, Premi Nobel de Química de l'any 1972 (m. 1995).[25]
- 1921 - Londres: Julie Harris, sastressa anglesa, dedicada al cine i la televisió; obtingué un Oscar al millor vestuari (m. 2015).[26]
- 1925 - Montbrison (França): Pierre Boulez, fou un compositor, pedagog i director d'orquestra francès.(m. 2016).[27]
- 1935 - Safed, Palestina: Mahmud Abbas conegut també pel nom de guerra Abú Mazin, President de l'Autoritat Nacional Palestina.[28]
- 1938 - Londres (Anglaterra): Anthony James Leggett, físic britànic, Premi Nobel de Física de l'any 2003.
- 1940 - Baltimore, Maryland (EUA): Nancy Pelosi, política americana i 60a Presidenta de la Cambra de Representants dels Estats Units.[29]
- 1941 - Frugarolo, Alessandria, Itàlia: Lella Lombardi, pilot de curses automobilístiques, que disputà curses de Fórmula 1 (m. 1992).[30]
- 1944 - Detroit, Michigan: Diana Ross, cantant i actriu.[31]
- 1947 - Srinagar (Índia): Subhash Kak, físic, filòsof i poeta.
- 1949 - Ambach, Baviera: Patrick Süskind, escriptor i guionista alemany.
- 1951 - Corvallis, Oregon (EUA): Carl Wieman, físic estatunidenc, Premi Nobel de Física de l'any 2001.[32]
- 1954 - Pensacola, Florida: Katharine Jefferts, oceanògrafa i bisbessa estatunidenca.[33]
- 1960 - Miami, Florida, Estats Units: Catherine Keener, actriu estatunidenca.[34]
- 1963 - 
  - Madrid, Espanya: Amparo Larrañaga, actriu espanyola.[35]
  - Boulogne-Billancourt Alts del Sena: Irène Frachon, metgessa pneumòloga francesa, que va destapar l'afer Mediator.[36]
- 1971 - Suginami, Japó: Moyoco Anno, mangaka japonesa i escriptora de moda.
- 1981 - Svendborg, Dinamarca: Trine Bramsen, política danesa
- 1985 - Teddington, Londres, Anglaterra: Keira Knightley, actriu anglesa de cinema, televisió i teatre.[37]

## Necrològiques
Països Catalans
- 1049 - Vic: Ingilberga, última abadessa del Monestir de Sant Joan de les Abadesses.[38]
- 1066 - Dénia: Ibn Sídah, erudit andalusí, gramàtic i lexicògraf (n. 1007).
- 1328: Blanca d'Anglesola, abadessa del monestir de Vallbona de les Monges.[39]
- 1748 - Pere Serra i Postius, historiador barceloní.
- 1909 - València: José María Úbeda Montés, compositor i organista valencià (n. 1839).
- 1960 - Barcelona, Barcelonès: Teresa Amatller i Cros, empresària i mecenes catalana (n. 1873).[40]
- 1969 - Illa (Rosselló): Simona Gay o Simona Pons i Trainier, poeta i pintora rossellonesa (n. 1898).[41]
- 1978 - Ciutat de Mèxic: Pin Crespo, actriu catalana, exiliada a Mèxic després de la Guerra Civil espanyola (n. 1921).[42]
- 1985 - Barcelona, Barcelonès: Joan Cornudella i Barberà, polític català, militant d'Estat Català i el Front Nacional de Catalunya.
- 1988 - Barcelona, Barcelonès: Rafael Ferrer i Fitó, compositor, violinista i director d'orquestra (n. 1911).

Resta del món
- 1212 - Regne de Portugal: el rei Sanç I de Portugal (n. 1154).
- 1326 - Bolonya: Alessandra Giliani, primera dona italiana que disseccionà cadàvers per a estudis anatòmics (n. 1307).[43]
- 1350 - Alfons XI de Castella i de Lleó.
- 1517 - Florència: Heinrich Isaac, compositor flamenc.(n. 1450)[27]
- 1566 - Madrid: Antonio de Cabezón, organista i compositor espanyol del Renaixement (n. 1510).
- 1777 - Leipzig (Sacre Imperi): Bernhard Christoph Breitkopf, editor musical (n. 1695).
- 1814 - París, França: Joseph Ignace Guillotin, metge i diputat francès, que va proposar la utilització de la guillotina a França (n. 1738).
- 1815 - Lungtok Gyatso, 9è Dalai-lama.
- 1827 - Viena, Arxiducat d'Àustria: Ludwig van Beethoven, compositor alemany (n. 1770).[27]
- 1892 - Camden, Nova Jersey: Walt Whitman, poeta estatunidenc (n. 1819).
- 1902 - Sud-àfrica: Cecil Rhodes, colonitzador i polític britànic, colonitzador de Rhodèsia (n. 1853)[3]
- 1923 - París, França: Sarah Bernhardt, actriu teatral i cinematogràfica francesa (n. 1844).[44]
- 1940 - Augsburg: Helene Böhlau, escriptora alemanya (n. 1859).[45]
- 1945:
  - Llanystumdwy, Gwynedd, Gal-les: David Lloyd George, polític britànic, Primer Ministre del Regne Unit (1916-1922) (n. 1863).[3]
  - Nova York, EUA: Béla Bartók, compositor hongarès.(n. 1881)[27]
- 1959 - San Diego, Califòrnia: Raymond Chandler, novel·lista especialitzat en novel·la negra estatunidenc. Fou el creador del personatge de ficció Philip Marlowe (n. 1888)[15]
- 1962 - Ciutat de Nova York: Augusta Savage, escultora, educadora i activista estatunidenca (n. 1892).[46]
- 1969 - Biloxi, Mississipi: John Kennedy Toole, novel·lista nord-americà (n. 1937).
- 1973 - Blue Harbor, Kingston (Jamaica): Noël Coward autor dramàtic, guionista, compositor, productor i realitzador britànic (n. 1899).[15]
- 1984 - Cleveland, Ohio (EUA): Ahmed Sékou Touré, polític guineà que va ser elegit primer president de Guinea, governant entre 1958 fins a la seva mort el 1984. (n. 1922)[3]
- 2011 - Boston (EUA): Geraldine Ferraro, política estatunidenca, primera dona a optar a la vicepresidència (n. 1935).[47]
- 2016 - Patagònia, Arizona (EUA): Jim Harrison, escriptor estatunidenc (n. 1937).[15]
- 2024 - Nova York: Richard Serra, escultor nord-americà (n. 1938).

## Festes i commemoracions
- Onomàstica: sants Samsó, jutge d'Israel; Brauli de Saragossa, bisbe (a Espanya se celebra el 18 de març; Bercari de Der, abat; Basili el Jove, anacoreta; beat Pere Marginet, cistercenc; fins al 1965, sant Guillem de Norwich, nen; serventa de Déu Montserrat Grases i García, laica.
- Bangladesh: Dia de la Independència.
- Portugal: Dia del Llibre portuguès.
- Dia Porpra[48]